# Veronica Hart
Jane Esther Hamilton (nascuda el 27 d'octubre de 1956) és una antiga actriu pornogràfica i actual  directora de cinema per adults que va actuar sota el nom artístic Veronica Hart durant la dècada de 1980. De vegades se l'acredita com a Jane Hamilton, V. Hart, Veronica Heart, Victoria Holt, Randee Styles o simplement Veronica. Hart és membre del Saló de la Fama d'AVN.
El director Paul Thomas Anderson l'ha anomenada "la Meryl Streep del porno."

## Primers anys
Hart va néixer i es va criar a Las Vegas, Nevada. Es va graduar a l'escola secundària als 16 anys i a la Universitat de Nevada, Las Vegas als 19 anys el 1976 amb una llicenciatura en arts teatrals. Després de l'escola, va treballar a Anglaterra abans de tornar als Estats Units i traslladar-se a la ciutat de Nova York.

## Carrera
Hart va aparèixer a pel·lícules pornogràfiques des de 1980 fins a 1982 i és més coneguda per les seves actuacions a Amanda by Night, Wanda Whips Wall Street, Roommates i A Scent of Heather. Sovint interpretava personatges "elegants nadius de Nova York" a les seves pel·lícules. Al voltant de 1984, va començar a dirigir segments de la sèrie de televisió de Playboy Electric Blue, apareixent a pel·lícules B i treballant com a stripper. Durant les dècades de 1990, 2000 i 2010 va dirigir, editar i produir pel·lícules pornogràfiques, mentre feia ocasionalment cameos (no sexuals) tant en produccions principals com per adults.
Amb la venda de VCA, la seva principal productora, a Hustler el 2003, i la direcció de la companyia va passar de llargmetratges basats en guions a gonzo, va deixar l'empresa quan va expirar el seu contracte en vigor. Després, Hart va passar a altres treballs, inclòs treballar com a guia turístic a l'Erotic Heritage Museum a Las Vegas.
Hart ha actuat a produccions de teatre off-Broadway theater com La casa de Bernarda Alba, A Thurber Carnival, The Dyke And The Porn Star, and The Deep Throat Sex Scandal.
Hart va interpretar a un jutge a Boogie Nights i també va aparèixer a una altra pel·lícula de Paul Thomas Anderson, Magnolia.
A partir del 2014, Hart s'havia convertit en educador sexual a la Xina. Un article de la revista AVN deia que ha estat instruint dones mitjançant un acord amb una cadena de botigues i clubs per a adults anomenada Sediva Maison.

## Vida personal
Hart es va casar amb el tècnic de so de la indústria per a adults Michael Hunt el 1982, tot i que des de llavors s'han divorciat. Té dos fills, Chris i Max, que van assistir a escoles magnet per a estudiants molt dotats. La carrera de Hart va tenir un impacte negatiu en els seus fills, ja que ella va dir: "És horrible per ells... Sóc la seva mare estimada i a ningú li agrada pensar que els seus pares tenen sexe i són famosos per això. No m'avergonyeix el que vaig fer. Em faig responsable de qui sóc. Vaig escollir. Des de quan eren nens, el meu equip de stripper es rentava i es penjava a la banyera. Al mateix temps, demano disculpes als meus fills per com m'han afectat les opcions de la meva vida. Estan ben assabentats i poden fer broma amb mi sobre això: sé que em passaré la resta de la meva vida al sofà".

## Aparicions a televisió (selecció)
- Six Feet Under, Jean Louise Macarthur a.k.a. Viveca St. John - episodi de la temporada 1 "An Open Book" (2001)
- Lady Chatterly's Stories, Amy (com Jane Hamilton) - a l'episodi "The Manuscript" (2001)
- First Years, Lola - a l'episodi "Porn in the USA" (2001)

## Premis
Guanyadora
- 1981

AFAA a la millor actriu – Amanda by Night
- 1982

AFAA a la millor actriu – Roommates
AFAA a la millor acdtriu secundària – Foxtrot
- 1996

Premi AVN a la millor actuació no sexual – Nylon
- 1999

Premis XRCO al millor vídeo - Torn (dirigida i produïda per Hart)
- 2004

Premi XRCO a la millor comèdia o paròdia - Misty Beethoven: The Musical (dirigida, editada i produïda per Hart)
- Saló de la fama d'AVN[2][3]
- Saló de la fama de XRCO[23]

Nominacions
- 2001

AVN al millor director – vídeo per White Lightning
- 2002

AVN al millor director – pel·lícula per Taken
- 2003

AVN al millor director – vídeo per Crime and Passion
- 2004

AVN al millor director – pel·lícula per Barbara Broadcast Too
- 2005

AVN al millor director – pel·lícula per Misty Beethoven: The Musical
- 2006

AVN a la millor actuació no sexual per Eternity
- 2007

AVN a la millor actuació no sexual per Sex Pix
- 2008

AVN a la millor actuació no sexual per Delilah
- 2009

AVN a la millor actuació no sexual per Roller Dollz